# Nephodia albida
Nephodia albida là một loài bướm đêm trong họ Geometridae.